# Vilija
Vilija (bjeloruski: Ві́лія, litavski: Neris, ruski: Ви́лия) rijeka je u Istočnoj Europi koja izvire u Bjelorusiji, protječe kroz Litvu, kroz grad Vilnius, a kod grada Kaunasa se ulijeva u rijeku Njemen.
U Bjelorusiji 276 km rijeke se naziva Vilija, dok se 235 km u Litvi naziva Neris. Od oko 25 000 km2 porječja, 10 920 je u Bjelorusiji.

## Vanjske poveznice
|  | Zajednički poslužitelj ima još gradiva o temi Vilija |